# Haus Grand Ry

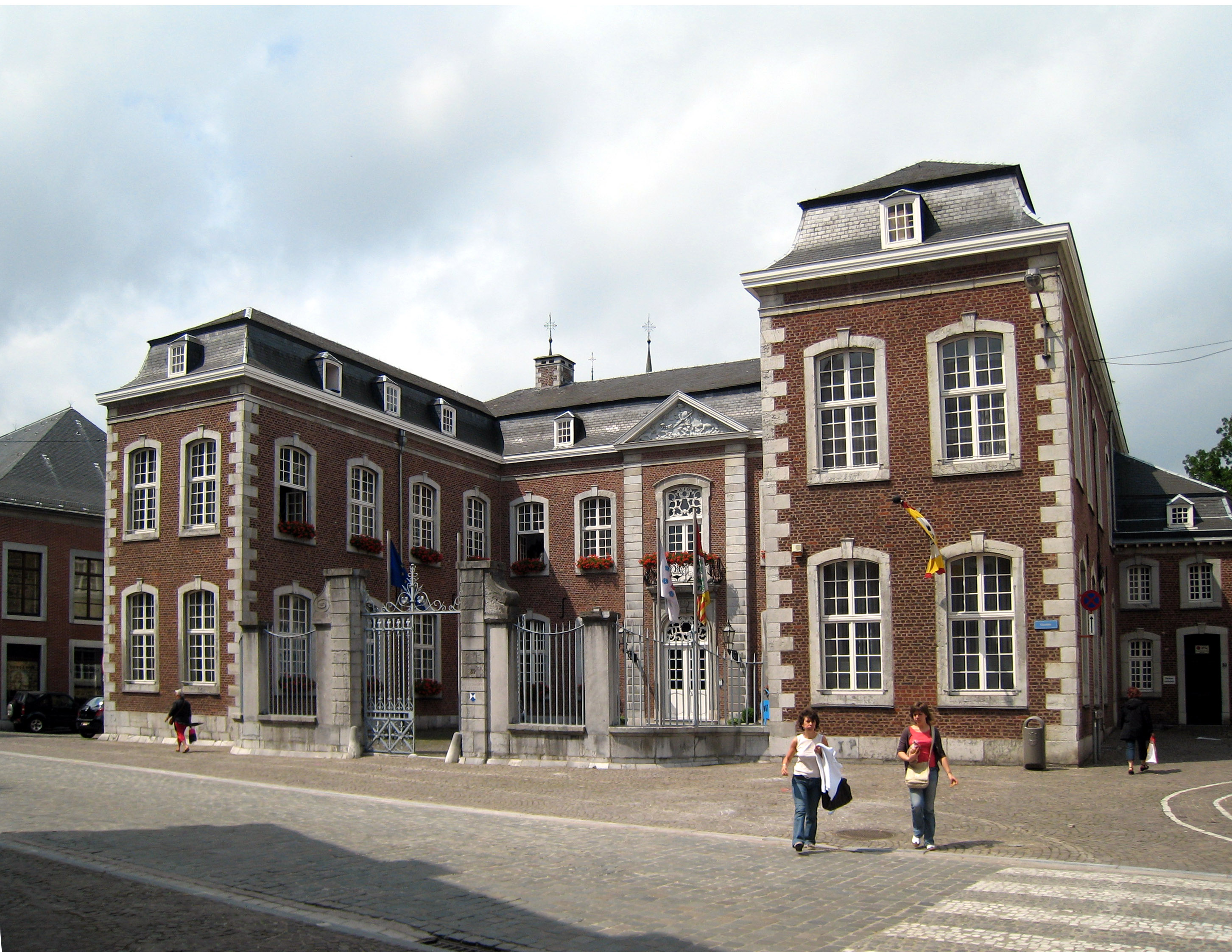
Gebouw gezien vanuit het noordoosten

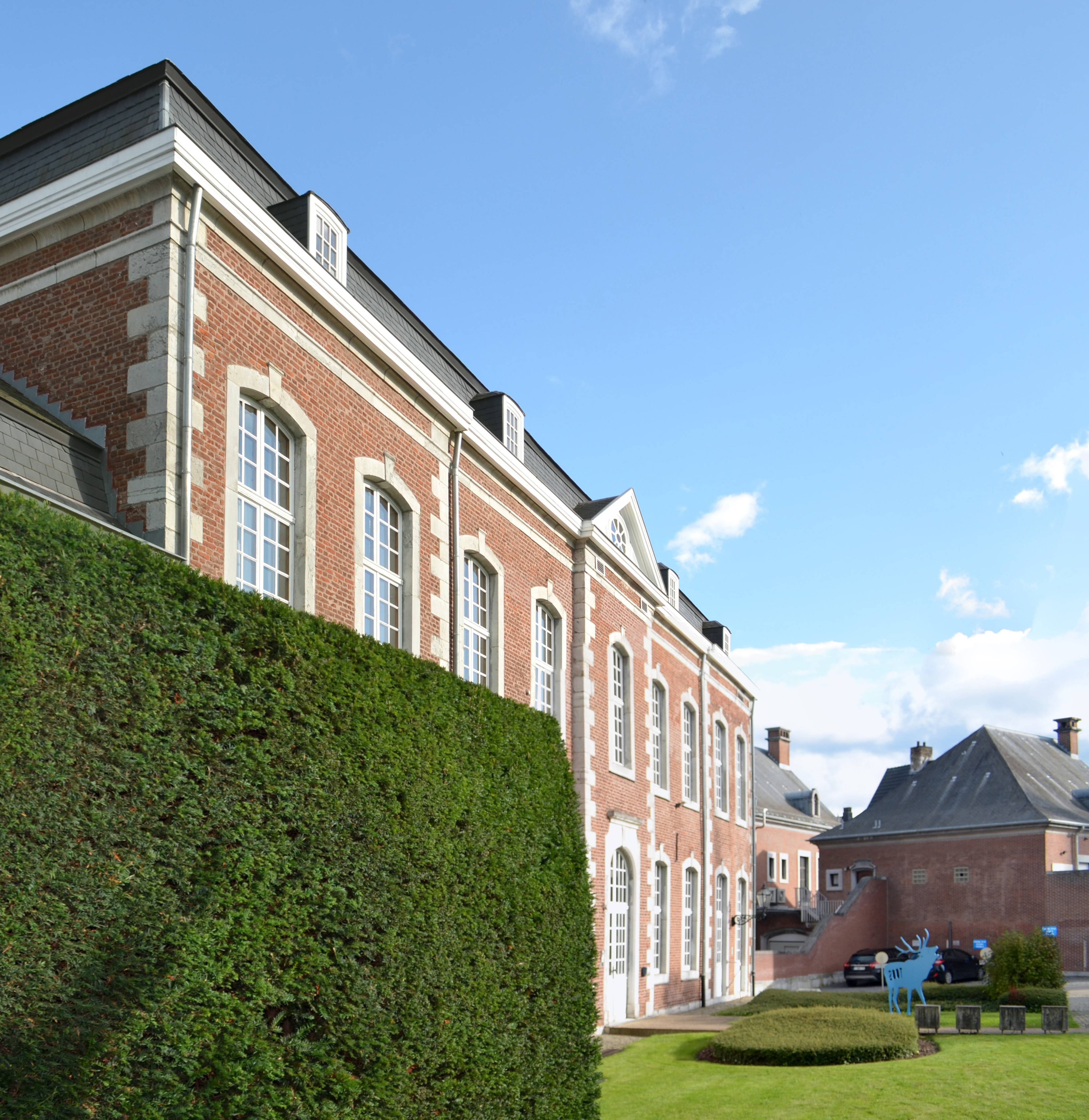
Achterzijde van het gebouw

Het Haus Grand Ry is een gebouw in de Belgische stad Eupen. Het gebouw is de zetel van de Regering van de Duitstalige Gemeenschap van België. Het gebouw staat in de Oberstadt aan de Klötzerbahn 32 in het centrum van de stad.
Elders in de stad bevindt zich het Parlementsgebouw van de Duitstalige Gemeenschap.

## Geschiedenis
Op de plaats van het huidige gebouw, niet ver van de samenloop van Stadtbach en Favrunbach, stond een huis van de familie Leyendecker, dat "im Känntchen" heette. Deze werd aangekocht rond het jaar 1700 en werd verkregen van lakenfabrikant Andreas Grand Ry en zijn vrouw Maria Elisabeth Klebanck uit Kettenis. Hun zoon Nikolaus Joseph, burgemeester van Eupen, liet het oude gebouw afbreken en bouwde daar vanaf 1761 een nieuw representatief woongebouw, inclusief het werkplaatsgedeelte achteraan voor de lakenfabriek - de zogenoemde Schererwinkel. In 1763 werd het werk voltooid. Het ontwerp van het nieuwe gebouw werd geleverd door de Akense bouwmeester Johann Joseph Couven, die waarschijnlijk werd geholpen door zijn zoon Jakob. Couven ontwierp een woongebouw in de stijl van een Frans stadspaleis met een binnenplaats open aan de straatzijde; een vorm die hem populair maakte in de regio Aken. Net als in het geval van het huis Mennicken op Eupener Werthplatz was ook het Haus Grand Ry aanvankelijk controversieel.
Nikolaus Joseph Grand Ry stierf in hetzelfde jaar als waarin zijn nieuwe gebouw werd voltooid. Na zijn dood erfde zijn weduwe Marie Elisabeth de Wampe, dochter van een burgemeester van Luik, het huis. De kinderen van het paar sloten een contract in 1786, waarin werd bepaald dat Andreas Joseph de Grand Ry de inrichting en meubels zou ontvangen tegen betaling van 40.000 gulden aan zijn broers en zussen. Hij kon echter pas na de dood van zijn moeder in 1794 over het huis beschikken. In 1826 werd Andreas Jozefs zoon Jakob Joseph geregistreerd als eigenaar, in 1855 zijn zoon Karl Jakob Joseph.
Rond 1912 werd het huis in gebruik genomen als postkantoor en werd als zodanig tot 1978 gebruikt. Toen kwam het plan om het gebouw om te vormen tot de zetel van de regering van de Duitstalige Gemeenschap. Hiertoe vonden van 1979 tot 1983 uitgebreide restauratie- en verbouwingswerken plaats, voor een totaal van bijna 45 miljoen Belgische frank. Alle gestuckte plafonds uit de bouwperiode waren zo beschadigd dat ze moesten worden vervangen. In 1984 werd de nieuwe zetel van de regering officieel in gebruik genomen. Sinds 1994 zijn ook kantoren en vergaderruimtes op de zolder gehuisvest.
Sinds 14 februari 1968 wordt het gebouw beschermd als monument.